# Mostra de Venise 1956
La Mostra de Venise 1956 s'est déroulée du 28 août au 9 septembre 1956.

## Jury
- John Grierson (président, Grande-Bretagne), André Bazin (France), G.B. Cavallaro (Italie), Friedrich Ermler (URSS), James Quinn (Grande-Bretagne), Kiyohiko Ushihara (Japon), Luchino Visconti (Italie).

## Compétition
- Arrêt d'autobus (Bus Stop) de Joshua Logan  États-Unis
- Attaque (Attack) de Robert Aldrich  États-Unis
- Calabuig (Calabuch) de Luis Garcia Berlanga  Espagne
- Le Capitaine de Köpenick (Der Hauptmann von Köpenick) de Helmut Käutner  Allemagne de l'Ouest
- Derrière le miroir (Bigger than life) de Nicholas Ray  États-Unis
- L'Empire du soleil (L'impero del sole) de Enrico Gras  Italie
- La Garnison immortelle (Бессмертный гарнизон) de Édouard Tissé et Zakhar Agranenko  Union soviétique
- Gervaise de René Clément  France
- Grand-rue (Calle Mayor) de Juan Antonio Bardem  Espagne
- La Harpe de Birmanie (Biruma no tategoto) de Kon Ichikawa  Japon
- L'Ogre d'Athènes (O Drákos) de Níkos Koúndouros  Grèce
- La Rue de la honte (Akasen chitai) de Kenji Mizoguchi  Japon
- Sœur Letizia (Suor Letizia) de Mario Camerini  Italie
- Torero de Carlos Velo  Mexique
- La Traversée de Paris de Claude Autant-Lara  France
- Veliki i mali de Vladimir Pogačić  Yougoslavie

## Palmarès
- Lion d'or pour le meilleur film : pas de récompense cette année-là
- Coupe Volpi pour la meilleure interprétation masculine : Bourvil pour La Traversée de Paris de Claude Autant-Lara
- Coupe Volpi pour la meilleure interprétation féminine : Maria Schell pour Gervaise de René Clément